# Голокост у Молдові
Голокост у Молдові — переслідування і нищення євреїв і циган в період румунської окупації з 26 липня 1941 року по 26 серпня 1944 року на території Молдавської СРСР.

## Окупація Молдавії
26 липня 1941 Червона Армія залишила територію Молдавії, завершивши оборонну операцію.
Окуповані румунськими військами території СРСР — Північна Буковина, Бессарабія, Буджак і межирічче Південного Бугу та Дністра — увійшли до складу Великої Румунії. Територія була поділена на жудеци (повіти). До складу Великої Румунії увійшли території, що відійшли в 1940 році до СРСР — Бессарабія і Північна Буковина, що стала Бессарабським губернаторством зі столицею в Кишиневі. Кордон Трансністрії, яка раніше не входила до складу Румунії, проходила по річці Дністер на заході і по Південному Бугу на сході. На півдні освіту омивається Чорним морем. На півночі межа йшла по річках Лядова і Рів. Столицею Трансністрії спочатку був Тирасполь, пізніше — Одеса.